# Valle di Racines
La valle di Racines (Ratschingstal in tedesco) è una piccola valle dell'Alto Adige, che parte da Racines, fino ad arrivare alla località Vallettina-Flading.
Nella valle i maggiori centri abitati sono il comune Racines e alcune piccoli agglomerati di case come Stanga, Colle (Bichl) e Vallettina (Flading).
La valle è rinomata per la presenza di impianti sciistici (8 moderni impianti di risalita, per 25 km di piste), che occupano gran parte della fiancata della montagna, arrivando sino al passo Giovo. Inoltre è presente una pista da slittino di 5 chilometri, due anelli da sci da fondo: uno nella vallata di 12 chilometri (presso Larchhof) ed uno in quota di 16 km (fino a Platschjoch).

## Escursioni

### Via delle malghe di Racines
Facile escursione, anche per famiglie, che passa accanto a ben sei malghe alpine: Malga Calice, Malga Rinner, Malga Wasserfaller, Malga Wumbls di dentro, Malga Wumbls di fuori e Malga Klamm. Il percorso può durare dalle 2,5 alle 3,5 ore.

### Via Panoramica
Questa escursione parte dalla stazione a monte della seggiovia, proseguendo verso la Malga Rinner. Raggiunta quest'ultima, ci si dirige a destra verso la Malga Wasserfaller, Punta Fleckner, Malga Saxner, Malga Wasserfaller ed infine, dopo 2 ore circa ritornando al punto di partenza.

### Via della Chiesa
Dalla località di Colle (1.280 m), si prosegue dentro la vallata, costeggiando il piccolo ruscello, raggiungendo la località Larchhof (1.356 m); da qui si prosegue a destra in direzione Vallettina-Flading (1.482 m), ultima località abitata della vallata. È quindi possibile visitare una piccola chiesetta, che durante la sua storia, si dice abbia donato molte grazie (vedi apposita tabella in loco). Il tutto è percorribile in 1,5 ore circa.

### Via dell'Inferno
Sempre dalla località Colle (1.280 m), ci si incammina in direzione del Reaserhof, verso l'albergo Blosegg. Attraversata la pista da sci, si prosegue scendendo fino a valle lungo il sentiero. Tempo complessivo 2 ore circa.